# Bijzondere overeenkomsten
Bijzondere overeenkomsten, ook wel benoemde overeenkomsten genoemd, zijn die overeenkomsten die een eigen, bijzondere, regeling hebben in het Burgerlijk Wetboek.
Klik hieronder voor het artikel over het recht met betrekking tot de bijzondere overeenkomsten van een bepaald land:
- Bijzondere overeenkomsten (België)
- Bijzondere overeenkomsten (Nederland)